# Stadion Sajmiste
Stadion Sajmiste – wielofunkcyjny stadion znajdujący się w mieście Vrbovec, w Chorwacji. Na tym stadionie swoje mecze rozgrywa drużyna piłkarska PIK Vrbovec. Stadion może pomieścić 4 000 widzów.